# Герои Социалистического Труда Рязанской области
В настоящий список включены:
- Герои Социалистического Труда (в том числе двое дважды Героев), на момент присвоения звания проживавшие на территории современной Рязанской области, — 103 человека;
- уроженцы Рязанской области, удостоенные звания Героя Социалистического Труда в других регионах СССР, — 150 человек;
- Герои Социалистического Труда, прибывшие на постоянное проживание в Рязанскую область, — 4 человека.

Вторая и третья части списка могут быть неполными из-за отсутствия данных о месте рождения и проживания ряда Героев.
В таблицах отображены фамилия, имя и отчество Героев, должность и место работы на момент присвоения звания, дата Указа Президиума Верховного Совета СССР, отрасль народного хозяйства, место рождения/проживания, а также ссылка на биографическую статью на сайте «Герои страны». Формат таблиц предусматривает возможность сортировки по указанным параметрам путём нажатия на стрелку в нужной графе.

## История
Впервые звание Героя Социалистического Труда в Рязанской области было присвоено Указом Президиума Верховного Совета СССР от 5 ноября 1943 года начальнику железнодорожной станции Рыбное Н. Р. Колобову за особые заслуги в обеспечении перевозок для фронта и народного хозяйства и выдающиеся достижения в восстановлении железнодорожного хозяйства в трудных условиях военного времени.
Подавляющее большинство Героев Социалистического Труда в области приходится на работников сельского хозяйства — 70 человек; государственное управление — 14; строительство — 4; транспорт — 3; приборостроение, станкостроение — по 2; машиностроение, нефтехимическая, электронная, лёгкая, пищевая, рыбная промышленность, здравоохранение — по 1. В 33 случаях присвоение звания было связано с т. н. «рязанским чудом» (указы от 25 декабря 1959 года и 8 января 1960 года).

## Лица, удостоенные звания Героя Социалистического Труда в Рязанской области
| № | Фамилия, имя, отчество       | Даты жизни              | Деятельность                                                                      | Дата присвоения       | Отрасль | Место рождения  | ГС       |
| - | ---------------------------- | ----------------------- | --------------------------------------------------------------------------------- | --------------------- | ------- | --------------- | -------- |
| 1 | Коврова Прасковья Николаевна | 24.02.1893 — 30.06.1969 | Доярка колхоза «Фундамент социализма» области Шиловского района Рязанской области | 02.02.1951 07.02.1957 | сельхоз | Шиловский район | [ ГС 1 ] |
| 2 | Петухова Ксения Куприяновна  | 16.01.1909 — 20.08.1977 | Бригадир, телятница колхоза «Дело Октября» Ижевского района Рязанской области     | 21.08.1953 07.02.1957 | сельхоз | Спасский район  | [ ГС 2 ] |

| №   | Фамилия, имя, отчество              | Даты жизни              | Деятельность | Дата присвоения | Отрасль         | Место рождения           | ГС         |
| --- | ----------------------------------- | ----------------------- | --- | --------------- | --------------- | ------------------------ | ---------- |
| 1   | Агафонова Серафима Андреевна        | 03.12.1939 — 20.06.2014 | Мастер машинного доения колхоза имени Чапаева Михайловского района Рязанской области | 29.05.1990      | сельхоз         | Михайловский район       | [ ГС 3 ]   |
| 2   | Анурова Антонина Яковлевна          | 06.05.1918 — 26.02.2002 | Токарь завода «Рязсельмаш» Рязанского совнархоза | 07.03.1960      | машиностроение  | Рыбновский район         | [ ГС 4 ]   |
| 3   | Астахова Анна Яковлевна             | 26.08.1923 — 21.06.2007 | Доярка колхоза имени Кирова Шиловского района Рязанской области | 21.08.1953      | сельхоз         | Шиловский район          | [ ГС 5 ]   |
| 4   | Бакулин Сергей Васильевич           | 17.09.1934 — 08.03.2022 | Председатель колхоза имени Коминтерна Сараевского района Рязанской области | 29.08.1986      | сельхоз         | Сараевский район         | [ ГС 6 ]   |
| 5   | Балов Иван Егорович                 | 10.01.1927 — 07.05.2012 | Председатель колхоза имени Ленина Старожиловского района Рязанской области | 22.03.1966      | сельхоз         | Спасский район           | [ ГС 7 ]   |
| 6   | Банников Александр Семёнович        | 31.05.1909 — 1978       | Директор совхоза «Яльдино» Спасского района Рязанской области | 22.03.1966      | сельхоз         | Рязань                   | [ ГС 8 ]   |
| 7   | Бардина Мария Дмитриевна            | 09.03.1926 — 29.03.2012 | Старший мастер Рязанского кожевенного завода имени Октябрьской революции Министерства лёгкой промышленности РСФСР                                                                             | 09.06.1966      | легпром         | Старожиловский район     | [ ГС 9 ]   |
| 8   | Бегичев Сергей Владимирович         | 1894—1967               | Председатель колхоза имени Чапаева Михайловского района Рязанской области | 08.01.1960      | сельхоз         | Михайловский район       | [ ГС 10 ]  |
| 9   | Белокуров Самсон Илларионович       | 01.08.1910 — 17.10.1974 | Председатель колхоза «Возрождение к новой жизни» Клепиковского района Рязанской области | 08.01.1960      | сельхоз         | Клепиковский район       | [ ГС 11 ]  |
| 10  | Беляев Евгений Степанович           | 05.06.1934 — 22.07.2018 | Звеньевой совхоза «Прогресс» Милославского района Рязанской области | 11.12.1973      | сельхоз         | Милославский район       | [ ГС 12 ]  |
| 11  | Богдановский Лев Константинович     | 20.09.1925 — 10.08.2010 | Слесарь Рязанского завода счётно-аналитических машин «САМ» Министерства приборостроения, средств автоматизации и систем управления СССР                                                       | 20.04.1971      | приборостроение | Рязань                   | [ ГС 13 ]  |
| 12  | Бодрова Екатерина Сергеевна         | 03.12.1926 — 04.10.2012 | Зоотехник колхоза «Красное Знамя» Рязанского района Рязанской области | 08.01.1960      | сельхоз         | Рязанский район          | [ ГС 14 ]  |
| 13  | Бреев Иван Петрович                 | 14.05.1912 — 07.06.1991 | Бригадир колхоза «Путь к коммунизму» Милославского района Рязанской области | 08.04.1971      | сельхоз         | Милославский район       | [ ГС 15 ]  |
| 14  | Вотяков Николай Алексеевич          | 05.07.1930 — 12.11.2016 | Звеньевой совхоза имени 50 лет Октября Шацкого района Рязанской области | 08.04.1971      | сельхоз         | Шацкий район             | [ ГС 16 ]  |
| 15  | Гаврикова Вера Ивановна             | 12.10.1922 — 05.07.2010 | Доярка колхоза «Прогресс» Сасовского района Рязанской области | 08.04.1971      | сельхоз         | Сасовский район          | [ ГС 17 ]  |
| 16  | Гармаш Дарья Матвеевна              | 21.12.1919 — 01.07.1988 | Управляющая Рыбновским районным объединением «Сельхозтехника» Рязанской области | 08.04.1971      | сельхоз         | *Черкасская область      | [ ГС 18 ]  |
| 17  | Герасимов Алексей Ильич             | 07.10.1931 — 04.03.2015 | Звеньевой совхоза «Заборьевский» Рязанского района Рязанской области | 30.04.1966      | сельхоз         | Рязанский район          | [ ГС 19 ]  |
| 18  | Главин Василий Андреевич            | 04.05.1928 — 14.11.2012 | Комбайнёр совхоза «Сараевский» Сараевского района Рязанской области | 11.12.1973      | сельхоз         | Сараевский район         | [ ГС 20 ]  |
| 19  | Говорушкин Василий Степанович       | 12.08.1902 — 30.04.1978 | Председатель колхоза имени Ленина Рыбновского района Рязанской области | 08.01.1960      | сельхоз         | Рыбновский район         | [ ГС 21 ]  |
| 20  | Грызунов Иван Фёдорович             | 28.07.1909 — 10.05.1969 | Дояр совхоза «Шиловский» Шиловского района Рязанской области | 07.02.1957      | сельхоз         | Шиловский район          | [ ГС 22 ]  |
| 21  | Гудков Василий Иванович             | 09.01.1929 — 26.11.2020 | Первый секретарь Сараевского райкома КПСС, Рязанская область | 11.12.1973      | госуправление   | Скопинский район         | [ ГС 23 ]  |
| 22  | Гусев Николай Васильевич            | 06.12.1923 — 15.06.1993 | Первый секретарь Рыбновского райкома КПСС, Рязанская область | 11.12.1973      | госуправление   | Милославский район       | [ ГС 24 ]  |
| 23  | Дианов Михаил Иванович              | 03.06.1915 — 22.03.2006 | Председатель колхоза «Россия» Спасского района Рязанской области | 08.01.1960      | сельхоз         | Спасский район           | [ ГС 25 ]  |
| 24  | Дудукин Михаил Михайлович           | 06.08.1930 — 27.12.2012 | Свинарь совхоза «Липяговский» Милославского района Рязанской области | 22.03.1966      | сельхоз         | Милославский район       | [ ГС 26 ]  |
| 25  | Дюдяев Николай Васильевич           | 07.12.1909 — 28.02.1978 | Председатель колхоза имени Сталина Шацкого района Рязанской области | 08.01.1960      | сельхоз         | Шацкий район             | [ ГС 27 ]  |
| 26  | Ефремова Анна Игнатьевна            | 1905—1980               | Председатель колхоза имени Кирова Шиловского района Рязанской области | 07.02.1957      | сельхоз         | Шиловский район          | [ ГС 28 ]  |
| 27  | Жижов Иван Алексеевич               | 24.11.1903 — 14.03.1968 | Председатель колхоза «Прожектор» Новодеревенского района Рязанской области | 08.01.1960      | сельхоз         | Александро-Невский район | [ ГС 29 ]  |
| 28  | Жуков Виктор Петрович               | 14.09.1923 — 08.10.1984 | Председатель колхоза «Путь Ленина» Ряжского района Рязанской области | 08.01.1960      | сельхоз         | Ряжский район            | [ ГС 30 ]  |
| 29  | Зайцев Владимир Петрович            | 03.03.1923 — 11.09.1995 | Токарь-расточник Рязанского завода тяжёлого кузнечно-прессового оборудования Министерства станкостроительной и инструментальной промышленности СССР                                           | 03.03.1976      | станкостроение  | Шиловский район          | [ ГС 31 ]  |
| 30  | Захаркин Евгений Николаевич         | 18.02.1932 — 25.12.1994 | Слесарь механосборочных работ Рязанского завода «Теплоприбор» Министерства приборостроения, средств автоматизации и систем управления СССР                                                    | 12.03.1976      | приборостроение | Рязанская область        | [ ГС 32 ]  |
| 31  | Захаров Павел Иванович              | 1917—1965               | Председатель колхоза «Красное Знамя» Рязанского района Рязанской области | 08.01.1960      | сельхоз         | Рязанский район          | [ ГС 33 ]  |
| 32  | Зеленцов Алексей Фёдорович          | 21.02.1912 — 08.12.1998 | Председатель колхоза «13 лет Октября» Кадомского района Рязанской области | 08.01.1960      | сельхоз         | *Московская область      | [ ГС 34 ]  |
| 33  | Зуева Зинаида Васильевна            | 02.02.1928 — 11.09.2014 | Заведующая фермой колхоза имени Чапаева Михайловского района Рязанской области | 22.03.1966      | сельхоз         | Михайловский район       | [ ГС 35 ]  |
| 34  | Ивкина Анна Фёдоровна               | 01.12.1911 — 04.05.1983 | Доярка колхоза «Дело Октября» Ижевского района Рязанской области | 21.08.1953      | сельхоз         | Спасский район           | [ ГС 36 ]  |
| 35  | Илларионова Анна Ивановна           | 19.08.1923 — 18.08.2009 | Бригадир маляров управления начальника работ № 659 треста «Рязаньжилстрой» Рязанского совнархоза                                                                                              | 09.08.1958      | строительство   | *Воронежская область     | [ ГС 37 ]  |
| 36  | Кабанов Николай Назарович           | 13.03.1908 — ????       | Первый секретарь Сасовского райкома КПСС, Рязанская область | 08.01.1960      | госуправление   | Шацкий район             | [ ГС 38 ]  |
| 37  | Капусткин Анатолий Дмитриевич       | 26.02.1917 — 1973       | Наладчик оборудования Рязанской чаеразвесочной фабрики Министерства пищевой промышленности РСФСР                                                                                              | 26.04.1971      | пищепром        | *Владимирская область    |            |
| 38  | Каширин Василий Иванович            | 25.03.1897 — 06.07.1982 | Председатель совхоза «Александр Невский» Новодеревенского района Рязанской области | 30.04.1966      | сельхоз         | *Тульская область        | [ ГС 39 ]  |
| 39  | Кирюшин Алексей Дмитриевич          | 1923—1977               | Председатель колхоза имени Куйбышева Рыбновского района Рязанской области | 08.01.1960      | сельхоз         | Клепиковский район       | [ ГС 40 ]  |
| 40  | Коврова Екатерина Кузьминична       | 13.11.1908 — 06.11.1990 | Доярка колхоза имени Калинина Шиловского района Рязанской области | 07.02.1957      | сельхоз         | Шиловский район          | [ ГС 41 ]  |
| 41  | Колобов Николай Романович           | 25.07.1907 — 13.09.1999 | Начальник станции Рыбное Московско-Рязанской железной дороги, Рязанская область | 05.11.1943      | транспорт       | *Пензенская область      | [ ГС 42 ]  |
| 42  | Королькова Александра Петровна      | 23.12.1930 — 07.11.2016 | Доярка совхоза «Шиловский» Шиловского района Рязанской области | 08.04.1971      | сельхоз         | Шиловский район          | [ ГС 43 ]  |
| 43  | Косарев Николай Николаевич          | 1908 — 18.09.1978       | Председатель колхоза «Животновод» Кадомского района Рязанской области | 08.01.1960      | сельхоз         | Сасовский район          | [ ГС 44 ]  |
| 44  | Кузин Василий Иванович              | 25.09.1929 — 04.03.2004 | Бригадир каменщиков-монтажников строительного управления № 5 треста «Рязаньстрой» № 11, гор. Рязань                                                                                           | 11.08.1966      | строительство   | Спасский район           | [ ГС 45 ]  |
| 45  | Кузнецова-Коваль Мария Ефимовна     | 15.07.1924 — 06.10.2023 | Председатель колхоза «Крестьянский труд» Спасского района Рязанской области | 08.01.1960      | сельхоз         | Шацкий район             | [ ГС 46 ]  |
| 46  | Лавров Владимир Андреевич           | 19.09.1928 — 09.03.2004 | Председатель колхоза «Победа» Новодеревенского района Рязанской области | 08.04.1971      | сельхоз         | Александро-Невский район | [ ГС 47 ]  |
| 47  | Лагуткин Николай Васильевич         | 18.05.1936 — 2005       | Звеньевой механизированного звена колхоза «Гигант» Скопинского района Рязанской области | 31.12.1965      | сельхоз         | Скопинский район         | [ ГС 48 ]  |
| 48  | Ларионов Алексей Николаевич         | 19.08.1907 — 22.09.1960 | Первый секретарь Рязанского обкома КПСС | 25.12.1959      | госуправление   | *Архангельская область   | [ ГС 49 ]  |
| 49  | Ларионова Надежда Егоровна          | 1925—1986               | Телятница совхоза «Касимовский» Касимовского района Рязанской области | 22.03.1966      | сельхоз         | Касимовский район        | [ ГС 50 ]  |
| 50  | Леонова Анна Николаевна             | 04.01.1922 — 07.08.2010 | Мастер Рязанского завода электронных приборов Министерства электронной промышленности СССР | 29.07.1966      | электронпром    | *Липецкая область        | [ ГС 51 ]  |
| 51  | Лисаков Иван Максимович             | 06.09.1917 — 05.07.1995 | Скотник-пастух колхоза «Дело Октября» Ижевского района Рязанской области | 08.01.1960      | сельхоз         | Ижевский район           | [ ГС 52 ]  |
| 52  | Лукашин Александр Петрович          | 10.10.1921 — 02.02.2017 | Заведующий фельдшерско-акушерским пунктом Шиловского района Рязанской области | 23.10.1978      | здравоохранение | Спасский район           | [ ГС 53 ]  |
| 53  | Лыкова (Орлова) Антонина Михайловна | 01.08.1931 — 01.08.2020 | Доярка колхоза имени Кирова Шиловского района Рязанской области | 21.08.1953      | сельхоз         | Шиловский район          | [ ГС 54 ]  |
| 54  | Ляпин Владимир Алексеевич           | 26.11.1918 — 23.12.1995 | Старший скотник совхоза «Новосёлки» Рязанского района Рязанской области | 22.03.1966      | сельхоз         | Захаровский район        | [ ГС 55 ]  |
| 55  | Мазяйкина Клавдия Ивановна          | 28.05.1918 — 2002       | Доярка колхоза имени Молотова Рыбновского района Рязанской области | 07.02.1957      | сельхоз         | Рыбновский район         | [ ГС 56 ]  |
| 56  | Маничкин Кузьма Григорьевич         | 14.11.1928 — 10.05.2001 | Звеньевой совхоза «Пронский» Пронского района Рязанской области | 23.12.1976      | сельхоз         | Пронский район           | [ ГС 57 ]  |
| 57  | Марфин Павел Андреевич              | 16.11.1924 — 17.05.1990 | Первый секретарь Спасского райкома КПСС, Рязанская область | 08.01.1960      | госуправление   | Рязанский район          | [ ГС 58 ]  |
| 58  | Маторина Наталья Афанасьевна        | 04.08.1900 — 23.04.1989 | Первый секретарь Сапожковского райкома КПСС, Рязанская область | 08.01.1960      | госуправление   | Сасовский район          | [ ГС 59 ]  |
| 59  | Матюшков Николай Максимович         | 01.01.1929 — 05.01.2009 | Бригадир плотников-бетонщиков треста «Рязаньстрой» № 23 Министерства промышленного строительства СССР, гор. Рязань                                                                            | 05.04.1971      | строительство   | *Витебская область       | [ ГС 60 ]  |
| 60  | Миролюбов Борис Сергеевич           | 22.06.1918 — 04.06.1991 | Бывший председатель Ерахтурского районного Совета депутатов трудящихся, ныне первый секретарь Ерахтурского райкома КПСС, Рязанская область                                                    | 08.01.1960      | госуправление   | Касимовский район        | [ ГС 61 ]  |
| 61  | Мокшин Александр Фёдорович          | 07.01.1927 — 10.07.1996 | Старший оператор Рязанского нефтеперерабатывающего завода Министерства нефтеперерабатывающей и нефтехимической промышленности СССР                                                            | 20.04.1971      | нефтехимпром    | *Татарстан               | [ ГС 62 ]  |
| 62  | Назаров Иван Петрович               | 14.04.1903 — 16.05.1961 | Председатель колхоза «Россия» Рыбновского района Рязанской области | 07.02.1957      | сельхоз         | Рыбновский район         | [ ГС 63 ]  |
| 63  | Найдёнова Ольга Сергеевна           | 15.07.1913 — 20.06.1996 | Доярка колхоза «Дело Октября» Ижевского района Рязанской области | 09.05.1949      | сельхоз         | Спасский район           | [ ГС 64 ]  |
| 64  | Наумова Нина Петровна               | 02.12.1930 — 07.10.2015 | Бригадир совхоза имени Войкова Ухоловского района Рязанской области | 06.09.1973      | сельхоз         | *Костромская область     | [ ГС 65 ]  |
| 65  | Николаева Александра Степановна     | 01.04.1912 — 20.03.1980 | Доярка колхоза «Дело Октября» Ижевского района Рязанской области | 09.05.1949      | сельхоз         | Касимовский район        | [ ГС 66 ]  |
| 66  | Орлов Артём Александрович           | 13.02.1923 — 28.04.2007 | Директор Рязанского завода электронных приборов Министерства электронной промышленности СССР                                                                                                  | 26.04.1971      | сельхоз         | Рязань                   | [ ГС 67 ]  |
| 67  | Петрова Мария Григорьевна           | 10.09.1919 — 13.01.2003 | Бригадир свиноводческой бригады совхоза «Большевик» Милославского района Рязанской области | 08.01.1960      | сельхоз         | Милославский район       | [ ГС 68 ]  |
| 68  | Поляков Николай Павлович            | 09.05.1927 — 22.01.1998 | Токарь-расточник Рязанского станкостроительного завода Министерства станкостроительной и инструментальной промышленности ССР                                                                  | 03.01.1974      | станкостроение  | Рыбновский район         | [ ГС 69 ]  |
| 69  | Пронин Николай Харитонович          | 31.08.1921 — 31.05.1993 | Первый секретарь Ерахтурского райкома КПСС, Рязанская область | 07.02.1957      | госуправление   | Путятинский район        | [ ГС 70 ]  |
| 70  | Пушкарёв Андрей Васильевич          | 1903—1968               | Первый секретарь Милославского райкома КПСС, Рязанская область | 08.01.1960      | госуправление   | *Кировская область       | [ ГС 71 ]  |
| 71  | Романов Александр Фёдорович         | 23.10.1884 — 1971       | Директор совхоза имени Ленина Старожиловского района Рязанской области | 08.01.1960      | сельхоз         | *Липецкая область        | [ ГС 72 ]  |
| 72  | Румянцев Иван Владимирович          | 27.09.1902 — 30.12.1978 | Первый секретарь Сараевского райкома КПСС, Рязанская область | 08.01.1960      | госуправление   | *Тверская область        | [ ГС 73 ]  |
| 73  | Рыжников Михаил Иванович            | 08.11.1921 — 02.09.1982 | Первый секретарь Рыбновского райкома КПСС, Рязанская область | 07.02.1957      | госуправление   | *Липецкая область        | [ ГС 74 ]  |
| 74  | Савочкина Мария Сидоровна           | 11.06.1905 — 20.03.1982 | Заведующая свиноводческой товарной фермой колхоза «Память Ильича» Сараевского района Рязанской области                                                                                        | 08.01.1960      | сельхоз         | Рязанская область        | [ ГС 75 ]  |
| 75  | Самофал Николай Ефимович            | 03.01.1934 — 23.11.1986 | Председатель колхоза «Россия» Старожиловского района Рязанской области | 08.04.1971      | сельхоз         | *Белгородская область    | [ ГС 76 ]  |
| 76  | Секачёва Раиса Ивановна             | 04.10.1937 — 28.06.2002 | Мастер машинного доения колхоза имени Ленина Спасского района Рязанской области | 23.12.1976      | сельхоз         | Спасский район           | [ ГС 77 ]  |
| 77  | Сёмин Иван Андреевич                | 1920—1998               | Арматуро-бетонщик Скопинского строительного управления треста «Октябрьшахтострой» Главцентрошахтостроя Министерства строительства предприятий угольной промышленности СССР, Рязанская область | 26.04.1957      | строительство   | *Тамбовская область      |            |
| 78  | Соловцов Иван Сергеевич             | 17.06.1926 — 20.09.2012 | Бригадир рабочих рыбокомбината «Пара» Министерства рыбного хозяйства РСФСР, Сараевский район Рязанской области                                                                                | 26.04.1971      | рыбпром         | Сараевский район         | [ ГС 78 ]  |
| 79  | Союстов Фёдор Иванович              | 1913—1976               | Председатель колхоза «Серп и Молот» Кораблинского района Рязанской области | 08.01.1960      | сельхоз         | Рязанская область        | [ ГС 79 ]  |
| 80  | Стрельников Владимир Трофимович     | 06.11.1926 — 03.03.2010 | Начальник локомотивного депо Рыбное Московской железной дороги, Рязанская область | 02.04.1981      | транспорт       | *Тамбовская область      | [ ГС 80 ]  |
| 81  | Субочев Василий Васильевич          | 19.12.1918 — 16.03.1985 | Бывший председатель колхоза «Новая жизнь» Шиловского района Рязанской области, ныне председатель исполкома Ерахтурского районного Совета депутатов трудящихся                                 | 08.01.1960      | сельхоз         | *Липецкая область        | [ ГС 81 ]  |
| 82  | Судовых Мария Андриановна           | 07.08.1904 — 24.07.1987 | Заведующая свинотоварной фермой колхоза «Борьба» Спасского района Рязанской области | 07.02.1957      | сельхоз         | Спасский район           | [ ГС 82 ]  |
| 83  | Сучков Дмитрий Яковлевич            | 24.02.1930 — 03.07.2007 | Звеньевой колхоза «Вперёд» Шацкого района Рязанской области | 11.12.1973      | сельхоз         | Шацкий район             | [ ГС 83 ]  |
| 84  | Сучугов Андрей Васильевич           | 31.08.1903 — 08.05.1988 | Председатель колхоза «Вперёд» Шацкого района Рязанской области | 08.01.1960      | сельхоз         | Шацкий район             | [ ГС 84 ]  |
| 85  | Тарарышкин Пётр Павлович            | 05.02.1923 — 26.11.1983 | Первый секретарь Сасовского райкома КПСС, Рязанская область | 08.04.1971      | госуправление   | Кораблинский район       | [ ГС 85 ]  |
| 86  | Тарасов Григорий Георгиевич         | 24.01.1913 — 29.07.1990 | Первый секретарь Шацкого райкома КПСС, Рязанская область | 08.01.1960      | госуправление   | Сасовский район          | [ ГС 86 ]  |
| 87  | Тарасова Прасковья Сергеевна        | 05.08.1920 — 03.12.2008 | Телятница колхоза «Маяк революции» Ижевского района Рязанской области | 07.02.1957      | сельхоз         | Спасский район           | [ ГС 87 ]  |
| 88  | Тишининова Ольга Ивановна           | 23.02.1922 — 11.2008    | Заведующая фермой совхоза имени Ильича Михайловского района Рязанской области | 22.03.1966      | сельхоз         | Михайловский район       | [ ГС 88 ]  |
| 89  | Трифонова Наталья Ивановна          | 15.08.1918 — 25.03.1994 | Бригадир совхоза «Прогресс» Милославского района Рязанской области | 08.04.1971      | сельхоз         | Клепиковский район       | [ ГС 89 ]  |
| 90  | Тюлина Екатерина Давыдовна          | 12.11.1903 — 18.04.1993 | Заведующая молочнотоварной фермой колхоза «Красное знамя» Пителинского района Рязанской области                                                                                               | 08.01.1960      | сельхоз         | Пителинский район        | [ ГС 90 ]  |
| 91  | Фёдоров Пётр Фёдорович              | 01.07.1923 — 1995       | Поездной диспетчер Рязанского отделения Московско-Рязанской железной дороги, Рязанская область                                                                                                | 01.08.1959      | транспорт       | Рязанский район          | [ ГС 91 ]  |
| 92  | Федулов Павел Кузьмич               | 27.10.1908 — 07.09.1985 | Председатель колхоза «Большевик» Ижевского района Рязанской области | 08.01.1960      | сельхоз         | Спасский район           | [ ГС 92 ]  |
| 93  | Харитонова Клавдия Геннадиевна      | 13.12.1915 — 28.09.2009 | Главный зоотехник совхоза «Шиловский» Шиловского района Рязанской области | 07.02.1957      | сельхоз         | *Вологодская область     | [ ГС 93 ]  |
| 94  | Цибизова Татьяна Андреевна          | 24.01.1920 — 07.08.1981 | Свинарка колхоза «Память Ильича» Сараевского района Рязанской области | 08.01.1960      | сельхоз         | Сараевский район         | [ ГС 94 ]  |
| 95  | Циплаков Михаил Владимирович        | 14.10.1923 — 10.03.2003 | Первый секретарь Шиловского райкома КПСС, Рязанская область | 08.01.1960      | госуправление   | Кораблинский район       | [ ГС 95 ]  |
| 96  | Цунаев Иван Сергеевич               | 25.10.1931 — 10.01.1991 | Бригадир совхоза «Новая жизнь» Пронского района Рязанской области | 29.05.1990      | сельхоз         | Пронский район           | [ ГС 96 ]  |
| 97  | Черничкина Вера Власьевна           | 11.04.1932 — 07.11.2010 | Доярка совхоза «Липяговский» Милославского района Рязанской области | 22.03.1966      | сельхоз         | Милославский район       | [ ГС 97 ]  |
| 98  | Шмельков Ефим Евлампиевич           | 20.08.1918 — 20.06.1973 | Звеньевой колхоза «Животновод» Кадомского района Рязанской области | 23.06.1966      | сельхоз         | Кадомский район          | [ ГС 98 ]  |
| 99  | Шувалова Анна Ивановна              | 25.06.1914 — 08.05.2004 | Доярка колхоза «Красное Знамя» Рязанского района Рязанской области | 08.01.1960      | сельхоз         | Рязанский район          | [ ГС 99 ]  |
| 100 | Шувариков Василий Григорьевич       | род. 06.05.1935         | Звеньевой совхоза «Рязанский» Рязанского района Рязанской области | 11.12.1973      | сельхоз         | Сасовский район          | [ ГС 100 ] |
| 101 | Якушина Татьяна Даниловна           | 04.12.1914 — 23.12.1995 | Бригадир совхоза «Шиловский» Шиловского района Рязанской области | 22.03.1966      | сельхоз         | Шиловский район          | [ ГС 101 ] |

## Уроженцы Рязанской области, удостоенные звания Героя Социалистического Труда в других регионах СССР
| № | Фамилия, имя, отчество   | Даты жизни              | Деятельность | Дата присвоения       | Отрасль        | Место рождения    | ГС       |
| - | ------------------------ | ----------------------- | --- | --------------------- | -------------- | ----------------- | -------- |
| 1 | Уткин Владимир Фёдорович | 17.10.1923 — 15.02.2000 | Главный конструктор и начальник конструкторского бюро «Южное» Министерства общего машиностроения СССР, город Днепропетровск | 29.08.1969 12.08.1976 | машиностроение | Касимовский район | [ ГС 1 ] |

| №   | Фамилия, имя, отчество               | Даты жизни              | Деятельность | Дата присвоения | Отрасль            | Место рождения           | ГС         |
| --- | ------------------------------------ | ----------------------- | --- | --------------- | ------------------ | ------------------------ | ---------- |
| 1   | Абашкин Павел Иванович               | 25.12.1923 — 04.01.2005 | Сталевар электрометаллургического завода «Электросталь» имени И. Ф. Тевосяна Министерства чёрной металлургии СССР, Московская область                                                                                              | 30.03.1971      | металлургия        | Спасский район           | [ ГС 2 ]   |
| 2   | Абляхов Владимир Семёнович           | 24.05.1927 — 14.07.1994 | Комбайнёр совхоза «Чернореченский» Киквидзенского района Волгоградской области | 23.06.1966      | сельхоз            | Чучковский район         | [ ГС 3 ]   |
| 3   | Аверков Александр Михайлович         | 17.12 1924 — 13.12.2012 | Старший машинист тепловоза локомотивного депо «Смоляниново» Дальневосточной железной дороги, Приморский край | 04.08.1966      | транспорт          | Шиловский район          | [ ГС 4 ]   |
| 4   | Агапов Анатолий Казимирович          | род. 01.06.1927         | Токарь Кишинёвского тракторного завода Министерства тракторного и сельскохозяйственного машиностроения СССР, Молдавская ССР | 16.03.1976      | машиностроение     | Михайловский район       | [ ГС 5 ]   |
| 5   | Акиньшин Иван Егорович               | 05.07.1925 — 30.03.2000 | Заместитель начальника цеха типографии газеты «Правда» имени В. И. Ленина, гор. Москва | 23.06.1971      | полиграфия         | Ухоловский район         | [ ГС 6 ]   |
| 6   | Алёшин Иван Васильевич               | 15.01.1909 — 30.07.1991 | Комбайнёр Новотроицкой МТС Джамбулской области | 11.01.1957      | сельхоз            | Пронский район           | [ ГС 7 ]   |
| 7   | Алимова Клавдия Иосифовна            | 19.10.1930 — 10.2021    | Управляющая отделением Кизлярского виноградарского совхоза Министерства пищевой промышленности РСФСР, Дагестанская АССР | 17.03.1981      | сельхоз            | Скопинский район         | [ ГС 8 ]   |
| 8   | Антипкин Владимир Алексеевич         | 19.04.1929 — 02.06.2005 | Мастер по добыче нефти нефтепромыслового управления «Чернушканефть» объединения «Пермнефть» Министерства нефтедобывающей промышленности СССР, Пермская область                                                                     | 23.05.1966      | нефтепром          | Сасовский район          | [ ГС 9 ]   |
| 9   | Антонов Николай Иванович             | 25.12.1927 — 30.12.1999 | Рабочий Завода экспериментального машиностроения научно-производственного объединения «Энергия» Министерства общего машиностроения СССР, Московская область                                                                        | 08.02.1982      | машиностроение     |                          |            |
| 10  | Аринчев Василий Георгиевич           | 09.01.1924 — 27.05.1993 | Токарь Московского машиностроительного завода «Молния» Министерства среднего машиностроения СССР | 26.04.1971      | атомпром           | Милославский район       | [ ГС 10 ]  |
| 11  | Афонин Павел Васильевич              | 1915 — 15.06.1986       | Экскаваторщик треста «Мосстроймеханизация» № 1 Главмосстроя | 01.02.1957      | строительство      | Старожиловский район     | [ ГС 11 ]  |
| 12  | Белолапотков Дмитрий Алексеевич      | 04.09.1918 — 08.02.1987 | Машинист экскаватора Головковского разреза комбината «Александрияуголь» Министерства угольной промышленности Украинской ССР, Кировоградская область                                                                                | 30.03.1971      | углепром           | Сапожковский район       | [ ГС 12 ]  |
| 13  | Блинов Иван Петрович                 | 24.06.1904 — 08.07.1981 | Машинист депо Курган Южно-Уральской железной дороги | 05.11.1943      | транспорт          | Сасовский район          | [ ГС 13 ]  |
| 14  | Богданов Борис Егорович              | 14.08.1924 — 19.11.2014 | Начальник участка сборочного цеха Московского машиностроительного завода «Опыт» Министерства авиационной промышленности СССР | 22.09.1972      | машиностроение     |                          | [ ГС 14 ]  |
| 15  | Боголюбова Мария Алексеевна          | 24.06.1922 — 21.02.2000 | Старший машинист поточной машины комбината «Стройпластмасс» Главмоспромстройматериалов Мосгорисполкома, гор. Мытищи | 07.05.1971      | промстройматериалы |                          | [ ГС 15 ]  |
| 16  | Быстров Глеб Александрович           | 08.12.1910 — 19.06.1983 | Управляющий трестом «Кагановичуголь» комбината «Кузбассуголь» Министерства угольной промышленности СССР, Кемеровская область | 26.04.1957      | углепром           | Шиловский район          | [ ГС 16 ]  |
| 17  | Волков Тимофей Васильевич            | 26.04.1931 — ????       | Бригадир совхоза имени Ленина Иртышского района Павлодарской области | 19.04.1967      | сельхоз            | Шацкий район             | [ ГС 17 ]  |
| 18  | Востров Михаил Иванович              | 1896 — 23.04.1969       | Производитель работ треста «Мосотделстрой» № 1 Главмосстроя, гор. Москва | 01.02.1957      | строительство      |                          | [ ГС 18 ]  |
| 19  | Гаврилов Александр Григорьевич       | 20.06.1927 — 14.05.2008 | Директор госплемзавода «Славное» Раздольненского района Крымской области | 07.06.1990      | сельхоз            | Клепиковский район       | [ ГС 19 ]  |
| 20  | Галков Максим Семёнович              | 22.08.1925 — 30.05.1991 | Старший механик НИИ-229 Государственного комитета Совета Министров СССР по оборонной технике, Московская область | 17.06.1961      | оборонпром         | Путятинский район        | [ ГС 20 ]  |
| 21  | Глазихина Анна Егоровна              | 24.11.1923 — 06.07.2013 | Бригадир совхоза имени Моссовета Люберецкого района Московской области | 11.12.1973      | сельхоз            | Сараевский район         | [ ГС 21 ]  |
| 22  | Горбачёв Тимофей Фёдорович           | 06.07.1900 — 20.12.1973 | Главный инженер комбината «Кузбассуголь» Министерства угольной промышленности восточных районов СССР, Кемеровская область | 28.08.1948      | углепром           | Шацкий район             | [ ГС 22 ]  |
| 23  | Гортова Мария Дмитриевна             | 02.08.1911 — 07.07.1987 | Доярка молочного племенного совхоза «Лесные Поляны» Министерства совхозов СССР, Пушкинский район Московской области | 09.10.1949      | сельхоз            |                          | [ ГС 23 ]  |
| 24  | Горяинов Иван Степанович             | 1908 — ????             | Обжигальщик, инструктор передовых методов по обжигу кирпича Черёмушкинского кирпичного завода Главмосстройматериалы, гор. Москва                                                                                                   | 01.02.1957      | промстройматериалы |                          | [ ГС 24 ]  |
| 25  | Грибков Михаил Дмитриевич            | 24.07.1908 — 29.07.2001 | Комбайнёр зернового совхоза «Газырский» Министерства совхозов СССР, Гражданский район Краснодарского края | 12.06.1952      | сельхоз            | Сасовский район          | [ ГС 25 ]  |
| 26  | Грязнов Николай Григорьевич          | 07.08.1929 — 21.11.2002 | Машинист машины по уборке фрезерного торфа торфопредприятия «Туголесский Бор» Министерства топливной промышленности РСФСР, Шатурский район Московской области                                                                      | 20.04.1971      | топпром            |                          | [ ГС 26 ]  |
| 27  | Гусев Анатолий Дмитриевич            | 26.04.1947 — 10.04.2015 | Бригадир комплексной бригады управления строительства Главмосстроя при Мосгорисполкоме в городе Тында, Амурская область | 05.02.1981      | строительство      | Милославский район       | [ ГС 27 ]  |
| 28  | Гуськов Геннадий Яковлевич           | 25.09.1918 — 30.04.2002 | Заместитель главного конструктора и начальник отдела СКБ-567 Государственного комитета Совета Министров СССР по радиоэлектронике, гор. Москва                                                                                      | 17.06.1961      | радиоэлектронпром  | Сасовский район          | [ ГС 28 ]  |
| 29  | Дерягина (Рыжова) Наталья Михайловна | 29.08.1929 — 08.05.1985 | Бригадир совхоза «Морской», гор. Феодосия Крымской области | 30.04.1966      | сельхоз            | Клепиковский район       | [ ГС 29 ]  |
| 30  | Долгушин Николай Сергеевич           | 06.10.1921 — 05.10.1994 | Бригадир бетонщиков строительного управления № 18 треста «Запсибтрансстрой» Министерства транспортного строительства СССР, гор. Новосибирск                                                                                        | 02.06.1962      | строительство      | Михайловский район       | [ ГС 30 ]  |
| 31  | Дурнышев Алексей Алексеевич          | 15.03.1917 — 30.04.2007 | Фрезеровщик Уральского завода тяжёлого машиностроения имени С. Орджоникидзе Министерства тяжёлого, энергетического и транспортного машиностроения СССР, гор. Свердловск                                                            | 03.01.1974      | машиностроение     | Ухоловский район         | [ ГС 31 ]  |
| 32  | Евтеев Николай Петрович              | 02.05.1912 — 05.01.2002 | Мастер Тульского машиностроительного завода Министерства оборонной промышленности СССР | 28.07.1966      | оборонпром         |                          | [ ГС 32 ]  |
| 33  | Егоркин Валентин Андреевич           | 1928 — ????             | Токарь Донецкого машиностроительного завода имени Ленинского комсомола Украины Министерства тяжёлого, энергетического и транспортного машиностроения СССР                                                                          | 03.01.1974      | машиностроение     |                          | [ ГС 33 ]  |
| 34  | Емельянова-Щукина Клавдия Давыдовна  | 1911 — 08.12.1983       | Стерженщица Московского автомобильного завода имени И. А. Лихачёва Московского городского совнархоза | 07.03.1960      | машиностроение     |                          | [ ГС 34 ]  |
| 35  | Ерёмин Григорий Егорович             | 03.03.1909 — 06.04.1981 | Слесарь-сборщик завода № 88 Государственного комитета Совета Министров СССР по оборонной технике, Московская область | 17.06.1961      | оборонпром         |                          | [ ГС 35 ]  |
| 36  | Ермилов Василий Тимофеевич           | 19.06.1914 — 31.10.1974 | Мастер Серпуховского молочного завода Министерства мясной и молочной промышленности РСФСР, Московская область | 26.04.1971      | пищепром           | Спасский район           | [ ГС 36 ]  |
| 37  | Ерофеев Александр Павлович           | 23.11.1929 — 22.10.1981 | Проходчик шахты «Байдаевская» треста «Куйбышевуголь» комбината «Кузбассуголь» Министерства угольной промышленности СССР, Кемеровская область                                                                                       | 26.04.1957      | углепром           | Ухоловский район         | [ ГС 37 ]  |
| 38  | Ефремов Андрей Степанович            | 28.09.1912 — 05.01.1971 | Слесарь-разметчик завода НИИ-885 Государственного комитета Совета Министров СССР по радиоэлектронике, гор. Москва | 17.06.1961      | радиопром          | Ухоловский район         | [ ГС 38 ]  |
| 39  | Ефремов Иван Никитович               | 02.06.1931 — 14.04.2006 | Бригадир каменщиков управления строительства «Химэнергострой» Куйбышевгидростроя Министерства энергетики и электрификации СССР, Куйбышевская область                                                                               | 17.05.1977      | энергетика         | Чучковский район         | [ ГС 39 ]  |
| 40  | Жаворонков Николай Михайлович        | 07.08.1907 — 05.08.1990 | Директор Института общей и неорганической химии имени Н. С. Курнакова, академик Академии наук СССР, гор. Москва | 13.03.1969      | наука              | Михайловский район       | [ ГС 40 ]  |
| 41  | Жаринов Александр Дмитриевич         | 25.07.1928 — 07.03.2008 | Слесарь производственного объединения «Рембыттехника» Министерства бытового обслуживания населения РСФСР, гор. Иваново | 23.01.1974      | рембыт             | Спасский район           | [ ГС 41 ]  |
| 42  | Зайцев Иван Иванович                 | 03.08.1902 — 02.05.1959 | Заведующий отделом сельского хозяйства Ленинского района Московской области | 05.10.1950      | сельхоз            | Старожиловский район     | [ ГС 42 ]  |
| 43  | Зайцев Степан Иванович               | 15.09.1918 — 11.11.2014 | Директор Сибирского горно-химического комбината Министерства среднего машиностроения СССР, гор. Железногорск Красноярского края | 29.07.1966      | атомпром           | Старожиловский район     | [ ГС 43 ]  |
| 44  | Захаров Алексей Васильевич           | 07.11.1934 — 27.09.1997 | Бригадир монтажников треста «Спецстальконструкция» Министерства монтажных и специальных строительных работ СССР, гор. Москва | 11.12.1970      | строительство      |                          | [ ГС 44 ]  |
| 45  | Захарьящев Михаил Владимирович       | 07.02.1920 — 10.11.1993 | Машинист вращающихся печей Белгородского цементного завода Белгородского совнархоза | 09.08.1958      | промстройматериалы | Шиловский район          | [ ГС 45 ]  |
| 46  | Золотов Гаврил Никифорович           | 25.03.1913 — 24.01.1997 | Вальцовщик сортопрокатного цеха металлургического завода «Серп и Молот» Московского городского совнархоза | 19.07.1958      | металлургия        | Милославский район       | [ ГС 46 ]  |
| 47  | Зудин Михаил Яковлевич               | 11.10.1919 — 26.10.2002 | Токарь Томского электромеханического завода «Сибэлектромотор» Министерства электротехнической промышленности СССР | 20.04.1971      | электропром        | Клепиковский район       | [ ГС 47 ]  |
| 48  | Иванникова Мария Сергеевна           | 14.11.1923 — 07.01.2006 | Ткачиха Московской хлопчатобумажной фабрики имени М. В. Фрунзе Министерства лёгкой промышленности РСФСР | 05.04.1971      | легпром            |                          | [ ГС 48 ]  |
| 49  | Иванов Александр Андреевич           | род. 1926               | Работник предприятия Министерства электронной промышленности СССР, гор. Москва | 26.04.1971      | радиоэлектронпром  |                          |            |
| 50  | Исаков Иван Фёдорович                | род. 1937               | Бригадир столяров деревообрабатывающего комбината № 3 Главмоспромстройматериалов, гор. Москва | 16.07.1980      | промстройматериалы |                          | [ ГС 49 ]  |
| 51  | Каиров Иван Андреевич                | 26.12.1893 — 29.10.1978 | Президент Академии педагогических наук РСФСР, гор. Москва | 26.12.1963      | наука              | Рязань                   | [ ГС 50 ]  |
| 52  | Капитонов Иван Васильевич            | 23.02.1915 — 28.05.2002 | Секретарь ЦК КПСС, заведующий Отделом организационно-партийной работы ЦК КПСС, гор. Москва | 22.02.1975      | госуправление      | Сасовский район          | [ ГС 51 ]  |
| 53  | Капусткин Иван Фёдорович             | 01.1910 — 26.01.1972    | Старший мастер завода первичной переработки скота Московского мясокомбината Министерства мясной и молочной промышленности РСФСР | 14.06.1966      | пищепром           |                          |            |
| 54  | Кириллов Василий Яковлевич           | 1898—1974               | Председатель колхоза имени Ворошилова Прокопьевского района Кемеровской области | 25.02.1949      | сельхоз            | Скопинский район         | [ ГС 52 ]  |
| 55  | Клюев Виктор Владимирович            | 20.02.1925 — 25.12.1992 | Сталевар московского металлургического завода «Серп и Молот» Министерства чёрной металлургии СССР | 25.06.1974      | металлургия        | Ряжский район            | [ ГС 53 ]  |
| 56  | Кобзарев Александр Александрович     | 25.12.1905 — 27.06.1984 | Заместитель председателя Государственного комитета по авиационной технике СССР, гор. Москва | 28.04.1963      | машиностроение     | Рязань                   | [ ГС 54 ]  |
| 57  | Кожедров Пётр Павлович               | 27.06.1927 — 16.07.1994 | Сталевар Свердловского машиностроительного завода имени М. И. Калинина Министерства авиационной промышленности СССР | 16.01.1974      | машиностроение     | Скопинский район         | [ ГС 55 ]  |
| 58  | Козлов Фрол Романович                | 18.08.1908 — 30.01.1965 | Секретарь ЦК КПСС, член Президиума ЦК КПСС, гор. Москва | 17.06.1961      | госуправление      | Касимовский район        | [ ГС 56 ]  |
| 59  | Копытова Мария Егоровна              | 1926 — ????             | Звеньевая колхоза «Луч Востока» Талгарского района Алма-Атинской области | 08.04.1971      | сельхоз            | Ухоловский район         | [ ГС 57 ]  |
| 60  | Короткова Наталья Давыдовна          | род. 1928               | Свинарка совхоза имени Фрунзе Суздальского района Владимирской области | 08.04.1971      | сельхоз            |                          |            |
| 61  | Котельникова Ксения Емельяновна      | 03.03.1915 — 08.08.2010 | Начальник смены Московского электролампового завода Московского городского совнархоза | 07.03.1960      | электропром        | Рязань                   | [ ГС 58 ]  |
| 62  | Кочетов Александр Андреевич          | 22.09.1926 — ????       | Слесарь-сборщик Ленинградского завода имени Коминтерна Министерства радиопромышленности СССР | 26.04.1971      | радиопром          | Ряжский район            | [ ГС 59 ]  |
| 63  | Кошелев Юрий Анатольевич             | 04.04.1927 — 11.12.2017 | Начальник управления строительства Московского метрополитена Министерства транспортного строительства СССР | 30.04.1976      | строительство      | Рязань                   | [ ГС 60 ]  |
| 64  | Краснов Михаил Леонидович            | 20.09.1898 — 1987       | Профессор-консультант Четвёртого Главного управления при Министерстве здравоохранения СССР, заведующий кафедрой глазных болезней Центрального института усовершенствования врачей, гор. Москва                                     | 15.09.1978      | наука              | Спасский район           | [ ГС 61 ]  |
| 65  | Кротков Фёдор Григорьевич            | 28.02.1896 — 20.11.1983 | Заведующий кафедрой радиационной гигиены при Центральном институте усовершенствования врачей, академик Академии медицинских наук СССР, генерал-майор медицинской службы, гор. Москва                                               | 31.03.1966      | наука              | Шиловский район          | [ ГС 62 ]  |
| 66  | Крылова Матрёна Алексеевна           | 1910 — ????             | Сварщица Мытищинского машиностроительного завода Московского областного совнархоза | 07.03.1960      | машиностроение     |                          | [ ГС 63 ]  |
| 67  | Кузнецов Иван Кузьмич                | 1899—1972               | Бывший заместитель директора Акционерного общества «Висмут»; ныне Первый заместитель начальника Дальстроя Министерства внутренних дел СССР, инженер-полковник                                                                      | 29.10.1949      | атомпром           | Михайловский район       | [ ГС 64 ]  |
| 68  | Кузнецов Яков Яковлевич              | 06.10.1911 — 27.08.1986 | Директор Балтийского завода Министерства судостроительной промышленности СССР, гор. Ленинград | 25.07.1966      | машиностроение     | Рязань                   | [ ГС 65 ]  |
| 69  | Кураев Николай Алексеевич            | 05.10.1923 — 18.03.1994 | Бригадир монтажников треста «Мособлстрой» № 12 имени 50-летия СССР Главмособлстроя при Мособлисполкоме, гор. Орехово-Зуево Московской области                                                                                      | 22.02.1974      | строительство      | Шацкий район             | [ ГС 66 ]  |
| 70  | Курташин Владимир Егорович           | 02.09.1932 — 16.09.2008 | Генеральный директор научно-производственного центра Балашихинского научно-производственного центра криогенного машиностроения имени 40-летия Октября межотраслевого государственного объединения «Криогеника», Московская область | 24.01.1991      | машиностроение     | Скопинский район         | [ ГС 67 ]  |
| 71  | Лапутин Александр Васильевич         | 16.02.1916 — 03.04.1993 | Работник оборонного предприятия, гор. Москва | 29.08.1969      | ?                  |                          |            |
| 72  | Ларин Тимофей Филатович              | 18.01.1901 — 21.08.1974 | Начальник комбината «Тулауголь» Министерства угольной промышленности западных районов СССР, Тульская область | 28.08.1948      | углепром           | Скопинский район         | [ ГС 68 ]  |
| 73  | Лебедков Андрей Дмитриевич           | 20.10.1901 — 07.09.1978 | Начальник комбината «Москвоуголь» Министерства угольной промышленности западных районов СССР, Тульская область | 28.08.1948      | углепром           | Скопинский район         | [ ГС 69 ]  |
| 74  | Лихуша Лидия Фёдоровна               | 02.01.1937 — 2013       | Доярка совхоза «Карповцы» Бердичевского района Житомирской области | 22.03.1966      | сельхоз            |                          | [ ГС 70 ]  |
| 75  | Ломакин Алексей Иванович             | род. 1926               | Мастер Ташкентского авиационного производственного объединения имени В.П. Чкалова Министерства авиационной промышленности СССР | 29.10.1981      | машиностроение     | Ряжский район            | [ ГС 71 ]  |
| 76  | Лунин Николай Александрович          | 22.05.1915 — 03.10.1968 | Паровозный машинист депо Новосибирск Томской железной дороги | 05.11.1943      | транспорт          | Ряжский район            | [ ГС 72 ]  |
| 77  | Лыткина Мария Алексеевна             | 31.07.1933 — 13.04.2021 | Бригадир конвейера Ленинградского производственного объединения «Красный треугольник» Министерства нефтеперерабатывающей и нефтехимической промышленности СССР                                                                     | 20.04.1971      | нефтехимпром       |                          | [ ГС 73 ]  |
| 78  | Любавский Кузьма Васильевич          | 22.11.1921 — 25.08.1999 | Бригадир проходчиков тоннельного отряда № 5 управления «Тбилтоннельстрой» Министерства транспортного строительства СССР, Грузинская ССР                                                                                            | 02.04.1966      | строительство      |                          | [ ГС 74 ]  |
| 79  | Майоров Фёдор Андреевич              | 1907 — ????             | Работник предприятия Министерства радиопромышленности СССР, Московская область | 29.07.1966      | радиоэлектронпром  |                          |            |
| 80  | Макаров Владимир Сергеевич           | 06.08.1934 — 28.03.2005 | Бригадир комплексной бригады строительного управления «Жилстрой» треста «Магадангорстрой» Министерства строительства предприятий тяжёлой индустрии СССР, гор. Магадан                                                              | 05.04.1971      | строительство      | Александро-Невский район | [ ГС 75 ]  |
| 81  | Макаров Григорий Васильевич          | 1896 — 03.10.1968       | Звеньевой свиноводческого совхоза имени Фрунзе Министерства совхозов СССР, Суздальский район Владимирской области | 28.06.1949      | сельхоз            | Рязанский район          | [ ГС 76 ]  |
| 82  | Макаров Иван Георгиевич              | 22.03.1892 — 06.05.1957 | Начальник станции Горький-Товарная Горьковской железной дороги | 05.11.1943      | транспорт          | Сасовский район          | [ ГС 77 ]  |
| 83  | Макаров Николай Фёдорович            | 22.05.1914 — 14.05.1988 | Ведущий инженер-конструктор Конструкторского бюро приборостроения Министерства оборонной промышленности СССР, гор. Тула | 08.05.1974      | оборонпром         | Шиловский район          | [ ГС 78 ]  |
| 84  | Макарцева Анастасия Ивановна         | 15.07.1926 — 09.05.1986 | Бригадир фрезеровщиков Люберецкого завода сельскохозяйственного машиностроения имени А. В. Ухтомского Министерства машиностроения для животноводства и кормопроизводства СССР, Московская область                                  | 27.02.1976      | машиностроение     | Шиловский район          | [ ГС 79 ]  |
| 85  | Максимова Матрёна Леонтьевна         | 19.11.1914 — 08.03.2007 | Звеньевая свиноводческого совхоза имени IX профсъезда Министерства мясной и молочной промышленности СССР, Малинский район Московской области                                                                                       | 24.04.1948      | сельхоз            |                          | [ ГС 80 ]  |
| 86  | Маркина Варвара Егоровна             | 31.12.1921 — 24.04.2002 | Старший мастер Московского автомобильного завода имени И. А. Лихачёва Министерства автомобильной промышленности СССР | 05.04.1971      | машиностроение     |                          |            |
| 87  | Марченко Матрёна Ефимовна            | 1894 — ????             | Звеньевая Бомборского виноградарского совхоза Министерства пищевой промышленности СССР, Гудаутский район Абхазской АССР | 04.09.1950      | сельхоз            |                          | [ ГС 81 ]  |
| 88  | Медведев Алексей Александрович       | 05.04.1931 — 10.05.2000 | Мастер Уральского вагоностроительного завода имени Ф. Э. Дзержинского Министерства оборонной промышленности СССР, гор. Нижний Тагил Свердловской области                                                                           | 28.07.1966      | оборонпром         |                          |            |
| 89  | Медин Владимир Егорович              | 1913 — ????             | Старший механик Уштобинской МТС Талды-Курганской области | 28.03.1948      | сельхоз            | Рязанский район          | [ ГС 82 ]  |
| 90  | Минаев Сергей Семёнович              | 11.09.1915 — 02.07.1987 | Бригадир слесарей 1-го Государственного подшипникового завода Министерства автомобильной промышленности СССР, гор. Москва | 22.08.1966      | машиностроение     | Рязанский район          | [ ГС 83 ]  |
| 91  | Миронов Иван Фёдорович               | 07.08.1923 — 23.01.2000 | Председатель колхоза «Советско-чехословацкая дружба» Узловского района Тульской области | 23.06.1966      | сельхоз            | Сараевский район         | [ ГС 84 ]  |
| 92  | Митяев Александр Казимирович         | 29.10.1923 — 19.07.1988 | Бригадир электромонтажников Антоновского монтажного управления треста «Запсибэлектромонтаж» Министерства монтажных и специальных строительных работ СССР, гор. Новокузнецк Кемеровской области                                     | 27.09.1974      | строительство      | Михайловский район       | [ ГС 85 ]  |
| 93  | Молодцова Мария Васильевна           | 24.09.1927 — 1982       | Вязальщица трикотажно-чулочной фабрики «Красное знамя» Министерства лёгкой промышленности РСФСР, гор. Ленинград | 09.06.1966      | легпром            |                          | [ ГС 86 ]  |
| 94  | Найдёнов Григорий Михайлович         | 13.02.1922 — 14.02.1987 | Тракторист колхоза имени Ленина Приморско-Ахтарского района Краснодарского края | 07.12.1973      | сельхоз            | Спасский район           | [ ГС 87 ]  |
| 95  | Непобедимый Сергей Павлович          | 13.09.1921 — 11.04.2014 | Начальник и главный конструктор Конструкторского бюро машиностроения Министерства общего машиностроения СССР, Московская область                                                                                                   | 26.04.1971      | машиностроение     | Рязань                   | [ ГС 88 ]  |
| 96  | Никитушкин Николай Васильевич        | 20.07.1920 — ????       | Слесарь завода «Радиоприбор» Министерства общего машиностроения СССР, гор. Москва | 06.09.1978      | машиностроение     |                          |            |
| 97  | Николаева Екатерина Ивановна         | 15.12.1923 — 09.05.2003 | Свинарка колхоза «Победа» Дмитровского района Московской области | 30.01.1957      | сельхоз            | Кораблинский район       | [ ГС 89 ]  |
| 98  | Новиков Анатолий Григорьевич         | 30.10.1896 — 23.09.1984 | Композитор, народный артист СССР, гор. Москва | 29.10.1976      | культура           | Скопинский район         | [ ГС 90 ]  |
| 99  | Новиков Сергей Михайлович            | 20.08.1932 — 12.06.2021 | Бригадир комплексной бригады строительного управления № 212 треста «Мосстрой» № 8 Главмоспромстроя, гор. Москва | 16.07.1980      | строительство      | Сараевский район         | [ ГС 91 ]  |
| 100 | Новиков Яков Матвеевич               | 14.03.1911 — 1966       | Бригадир строительно-монтажного поезда № 193 управления «Сталинскстройпуть» Министерства транспортного строительства СССР, Кемеровская область                                                                                     | 09.08.1958      | строительство      |                          | [ ГС 92 ]  |
| 101 | Нуждина Александра Васильевна        | 10.06.1925 — 23.03.2003 | Шлифовщица 3-го Государственного подшипникового завода Министерства автомобильной промышленности СССР, гор. Саратов | 22.08.1966      | машиностроение     | Рязань                   | [ ГС 93 ]  |
| 102 | Овчинников Фёдор Яковлевич           | 18.02.1925 — 01.07.1994 | Директор Ново-Воронежской АЭС имени 50-летия СССР Министерства энергетики и электрификации СССР, Воронежская область | 03.01.1974      | энергетика         | Путятинский район        | [ ГС 94 ]  |
| 103 | Ожерельев Николай Васильевич         | 05.02.1920 — 04.01.2008 | Директор Таганрогского авиационного завода имени Георгия Димитрова Министерства авиационной промышленности СССР, Ростовская область                                                                                                | 13.06.1984      | машиностроение     | Сараевский район         | [ ГС 95 ]  |
| 104 | Панюшкин Николай Евгеньевич          | 24.01.1931 — 14.07.2020 | Бригадир слесарей-монтажников Дедовского монтажного управления треста «Союзмонтажлегмаш» Министерства монтажных и специальных строительных работ СССР, Истринский район Московской области                                         | 17.03.1976      | строительство      |                          | [ ГС 96 ]  |
| 105 | Першин Фёдор Иванович                | 1918—1992               | Машинист вращающихся печей Новороссийского цементного завода «Октябрь» Северо-Кавказского совнархоза, Краснодарский край | 08.07.1963      | промстройматериалы | Шиловский район          | [ ГС 97 ]  |
| 106 | Погорелов Виктор Григорьевич         | 12.08.1926 — 10.01.2012 | Шлифовщик научно-производственного объединения «Ленинец» Министерства радиопромышленности СССР, гор. Ленинград | 29.03.1976      | радиоэлектронпром  | Михайловский район       | [ ГС 98 ]  |
| 107 | Поляков Владимир Филиппович          | 24.01.1929 — 15.04.2021 | Бригадир комплексной бригады строительного управления № 15 треста «Мострансгидрострой» Главмосинжстроя, гор. Москва | 16.07.1980      | строительство      | Старожиловский район     | [ ГС 99 ]  |
| 108 | Пономарёв Анатолий Дмитриевич        | род. 1940               | Бригадир комплексной бригады строительно-монтажного управления № 1 Западного управления строительства Министерства среднего машиностроения СССР, Литовская ССР                                                                     | 02.08.1985      | атомпром           | Скопинский район         | [ ГС 100 ] |
| 109 | Попов Виталий Григорьевич            | 11.08.1904 — 06.09.1994 | Профессор-консультант Объединённой специальной больницы с поликлиникой 4-го Главного управления Министерства здравоохранения СССР, гор. Москва                                                                                     | 27.06.1978      | здравоохранение    | Сапожковский район       | [ ГС 101 ] |
| 110 | Прелова Антонина Ивановна            | 09.12.1920 — 1991       | Свинарка совхоза «Восход» Богородицкого района Тульской области | 22.03.1966      | сельхоз            | Ухоловский район         | [ ГС 102 ] |
| 111 | Пчелинцев Михаил Алексеевич          | 07.12.1929 — 08.10.2014 | Машинист резиносмесителя Московского шинного завода Министерства нефтеперерабатывающей и нефтехимической промышленности СССР | 20.04.1971      | нефтехимпром       |                          | [ ГС 103 ] |
| 112 | Рольнова Клавдия Ивановна            | 26.08.1934 — 05.03.2019 | Слесарь-сборщик Первого Московского завода радиодеталей Министерства электронной промышленности СССР | 29.07.1966      | радиоэлектронпром  | Шиловский район          | [ ГС 104 ] |
| 113 | Рыскалин Иван Яковлевич              | 31.03.1931 — 13.01.2012 | Бригадир слесарей-монтажников монтажно-строительного управления № 95 Союзного монтажного треста Министерства среднего машиностроения СССР, Московская область                                                                      | 29.07.1966      | атомпром           | Рязанский район          | [ ГС 105 ] |
| 114 | Савкина Наталья Васильевна           | 1916 — ????             | Рабочая Фрунзенского мясоконсервного комбината Министерства мясной и молочной промышленности Киргизской ССР | 14.06.1966      | пищепром           | Рязань                   | [ ГС 106 ] |
| 115 | Савотиков Иван Васильевич            | 01.08.1932 — 02.09.2003 | Бригадир комплексной хозрасчётной бригады управления начальника работ № 149 Военно-строительного управления Министерства обороны СССР, гор. Москва                                                                                 | 24.03.1981      | строительство      |                          | [ ГС 107 ] |
| 116 | Сазонов Иван Ильич                   | 1923 — 17.02.1993       | Машинист экскаватора строительно-монтажного управления № 3 треста «Союзпроводмеханизация» Министерства строительства предприятий нефтяной и газовой промышленности СССР, гор. Москва                                               | 20.02.1975      | строительство      | Шацкий район             | [ ГС 108 ] |
| 117 | Сапожников Анатолий Яковлевич        | 16.08.1934 — 11.07.2008 | Рабочий предприятия Министерства общего машиностроения СССР, Московская область | 06.09.1976      | машиностроение     |                          |            |
| 118 | Сарвин Николай Степанович            | 18.12.1930 — 24.12.2004 | Машинист торфоуборочной машины Петровского торфопредприятия Министерства топливной промышленности РСФСР, Московская область | 29.06.1966      | топпром            | Скопинский район         | [ ГС 109 ] |
| 119 | Свиридов Александр Васильевич        | 13.04.1918 — 16.12.1978 | Бригадир проходчиков строительно-монтажного управления № 8 Московского метростроя Министерства транспортного строительства СССР | 09.08.1958      | строительство      |                          | [ ГС 110 ] |
| 120 | Свирин Юрий Миронович                | 26.06.1937 — 29.04.2004 | Генеральный директор производственного объединения «Марийский машиностроитель» — директор Марийского машиностроительного завода Министерства радиопромышленности СССР, гор. Йошкар-Ола                                             | 06.08.1991      | радиоэлектронпром  | Кораблинский район       | [ ГС 111 ] |
| 121 | Семёнов Сергей Яковлевич             | 28.07.1925 — 18.07.2002 | Электромеханик парохода «Балашов» Латвийского морского пароходства Министерства морского флота СССР, гор. Рига | 04.05.1971      | транспорт          | Касимовский район        | [ ГС 112 ] |
| 122 | Серебренников Владимир Алексеевич    | 1918 — ????             | Электросварщик-инструктор производственного обучения треста «Средазэнергомонтаж» Министерства энергетики и электрификации СССР, Алма-Атинская область                                                                              | 04.10.1966      | энергетика         | Касимовский район        | [ ГС 113 ] |
| 123 | Сливкин Андрей Иванович              | 29.08.1921 — 2005       | Старший ветеринарный врач племенного молочного совхоза «Омский» № 54 Министерства совхозов СССР, Омский район Омской области | 01.12.1949      | сельхоз            | Сараевский район         | [ ГС 114 ] |
| 124 | Службин Степан Григорьевич           | 14.11.1927 — 06.11.1968 | Бригадир прессовщиков Ступинского металлургического комбината Министерства авиационной промышленности СССР, Московская область | 22.07.1966      | машиностроение     |                          | [ ГС 115 ] |
| 125 | Соколов Николай Алексеевич           | 1926 — ????             | Старший прессовщик Московского комбината твёрдых сплавов имени С. П. Соловьёва Министерства цветной металлургии СССР | 30.03.1971      | металлургия        |                          | [ ГС 116 ] |
| 126 | Степанов Георгий Иванович            | 18.05.1911 — 27.12.1967 | Главный инженер Барнаульского строительного управления № 1 треста «Стройгаз» Алтайского совнархоза | 09.08.1958      | строительство      | Касимовский район        | [ ГС 117 ] |
| 127 | Стольников Пётр Петрович             | 1908—1983               | Старший производитель работ мостостроительного поезда № 36 треста «Мосторемтоннель» Главного управления пути и сооружений Министерства путей сообщения СССР, Московская область                                                    | 01.08.1959      | строительство      | Рязань                   | [ ГС 118 ] |
| 128 | Стручков Виктор Иванович             | 12.08.1907 — 25.12.1988 | Заведующий кафедрой общей хирургии 1-го Московского медицинского института, академик Академии медицинских наук СССР, гор. Москва                                                                                                   | 29.07.1977      | наука              | Ряжский район            | [ ГС 119 ] |
| 129 | Сухов Иван Васильевич                | 13.11.1908 — 12.04.1982 | Управляющий фермой совхоза имени Чкалова Ленинск-Кузнецкого района Кемеровской области | 22.03.1966      | сельхоз            | Путятинский район        | [ ГС 120 ] |
| 130 | Тимаков Владимир Дмитриевич          | 22.07.1905 — 21.06.1977 | Президент Академии медицинских наук СССР, академик Академии наук СССР, гор. Москва | 21.07.1975      | наука              | Кораблинский район       | [ ГС 121 ] |
| 131 | Титов Николай Васильевич             | 24.04.1925 — 31.05.1993 | Машинист экскаватора карьера трубки «Мир» объединения «Якуталмаз» Министерства цветной металлургии СССР, Якутская АССР | 30.03.1971      | металлургия        | Сапожковский район       | [ ГС 122 ] |
| 132 | Тучин Георгий Ильич                  | 06.05.1932 — 23.06.2011 | Проходчик горных выработок шахты «Томусинская № 5—6» имени Л. Д. Шевякова комбината «Южкузбассуголь» Министерства угольной промышленности СССР, Кемеровская область                                                                | 30.03.1971      | углепром           | Ряжский район            | [ ГС 123 ] |
| 133 | Ухватова Наталья Алексеевна          | 29.08.1909 — 30.11.1995 | Доярка подсобного хозяйства «Горки-II» Звенигородского района Московской области | 19.12.1953      | сельхоз            |                          | [ ГС 124 ] |
| 134 | Филимонов Иван Дмитриевич            | 12.11.1918 — 09.05.1999 | Бригадир проходчиков строительно-монтажного управления № 5 Московского метростроя Государственного производственного комитета по транспортному строительству СССР                                                                  | 18.03.1963      | строительство      | Ряжский район            | [ ГС 125 ] |
| 135 | Фотиева Лидия Александровна          | 18.10.1881 — 25.08.1975 | Член партии большевиков с 1904 года, в 1918—1924 годах — личный секретарь В. И. Ленина, гор. Москва | 18.10.1971      | госуправление      | Рязань                   | [ ГС 126 ] |
| 136 | Хвостов Иван Степанович              | 19.01.1914 — 18.02.1984 | Директор Московского мебельно-сборочного комбината № 1 Министерства лесной, целлюлозно-бумажной и деревообрабатывающей промышленности СССР                                                                                         | 17.12.1980      | леспром            | Сараевский район         | [ ГС 127 ] |
| 137 | Холопов Виктор Михайлович            | 01.03.1910 — 13.01.2007 | Директор Кондопожского целлюлозно-бумажного комбината имени С. М. Кирова Министерства целлюлозно-бумажной промышленности СССР, Карельская АССР                                                                                     | 20.04.1971      | леспром            | Рязань                   | [ ГС 128 ] |
| 138 | Хохлов Иван Тихонович                | 20.01.1932 — 20.03.2013 | Заместитель командира Тюменской авиационной группы по лётной службе Уральского управления гражданской авиации Министерства гражданской авиации СССР                                                                                | 15.08.1966      | транспорт          |                          | [ ГС 129 ] |
| 139 | Цупкова Клавдия Петровна             | 05.10.1926 — 15.06.2019 | Машинист башенного крана управления механизации № 15 треста «Мосстроймеханизация» № 5 Главмосстроя, гор. Москва | 21.06.1963      | строительство      |                          | [ ГС 130 ] |
| 140 | Чаплыгин Сергей Алексеевич           | 05.04.1869 — 08.10.1942 | Начальник общетеоретической группы ЦАГИ, академик Академии наук СССР, Московская область | 01.02.1941      | наука              | Чаплыгинский район       | [ ГС 131 ] |
| 141 | Чванов Владимир Николаевич           | 02.01.1909 — 04.02.1975 | Бригадир подсобного хозяйства «Горки-II» Звенигородского района Московской области | 19.12.1953      | сельхоз            |                          | [ ГС 132 ] |
| 142 | Четыркин Всеволод Александрович      | 23.11.1908 — 18.06.1981 | Директор совхоза «Лесной» Бийского района Алтайского края | 22.03.1966      | сельхоз            | Рязань                   | [ ГС 133 ] |
| 143 | Чулкова Анна Фёдоровна               | 22.02.1934 — 24.04.2020 | Бригадир Владивостокской кондитерской фабрики Государственного агропромышленного комитета РСФСР, Приморский край | 29.08.1986      | пищепром           | Шацкий район             | [ ГС 134 ] |
| 144 | Шаров Пётр Михайлович                | 14.01.1916 — 15.06.2004 | Директор Щёкинского производственного объединения «Азот» Министерства химической промышленности СССР, Тульская область | 12.01.1976      | химпром            |                          | [ ГС 135 ] |
| 145 | Швейкин Алексей Фёдорович            | 02.04.1933 — 18.02.2016 | Горнорабочий очистного забоя шахты № 11—12 комбината «Интауголь» Министерства угольной промышленности СССР, Коми АССР | 30.03.1971      | углепром           | Шацкий район             | [ ГС 136 ] |
| 146 | Шилкин Андрей Афанасьевич            | 19.11.1906 — 27.02.1980 | Проходчик шахты № 2 Гдовская треста «Ленинградсланцестрой» Министерства строительства топливных предприятий СССР, Ленинградская область                                                                                            | 28.08.1948      | строительство      | Касимовский район        | [ ГС 137 ] |
| 147 | Шинкарёв Иван Сергеевич              | 13.09.1910 — 1979       | Директор совхоза «Детскосельский» Тосненского района Ленинградской области | 30.04.1966      | сельхоз            | Скопинский район         | [ ГС 138 ] |
| 148 | Шуваев Валентин Парамонович          | 15.04.1930 — 2003       | Капитан среднего рыболовного траулера-рефрижератора № 9104 Управления экспедиционного лова, Латвийская ССР | 06.04.1961      | рыбпром            |                          | [ ГС 139 ] |
| 149 | Якунькин Леонид Петрович             | 23.11.1929 — 10.05.2019 | Комбайнёр колхоза «Путь Ленина» Марксовского района Саратовской области | 08.04.1971      | сельхоз            |                          | [ ГС 140 ] |

## Герои Социалистического Труда, прибывшие в Рязанскую область на постоянное проживание из других регионов
| № | Фамилия, имя, отчество     | Даты жизни              | Деятельность | Дата присвоения | Отрасль        | Место проживания | ГС       |
| - | -------------------------- | ----------------------- | --- | --------------- | -------------- | ---------------- | -------- |
| 1 | Золотухин Пётр Григорьевич | 28.01.1927 — 1974       | Машинист автомобильного крана строительно-монтажного управления № 10 сварочно-монтажного треста Министерства газовой промышленности СССР, Гурьевская область                         | 30.03.1971      | газпром        | Рязань           | [ ГС 1 ] |
| 2 | Колесников Павел Сергеевич | 27.12.1924 — 12.09.2007 | Заместитель главного конструктора по лётным испытаниям морских ракетных комплексов Конструкторского бюро машиностроения Министерства общего машиностроения СССР, Челябинская область | 25.09.1984      | машиностроение | Рязань           | [ ГС 2 ] |
| 3 | Никулин Сергей Михайлович  | 23.11.1925 — 18.12.1997 | Директор птицефабрики «Боровская» Тюменского района Тюменской области | 23.12.1976      | сельхоз        | Рязанский район  | [ ГС 3 ] |
| 4 | Сердаков Сергей Исаакович  | 09.11.1915 — 02.10.1974 | Старший мастер плавильного цеха никелевого завода Норильского горнометаллургического комбината имени А. П. Завенягина Красноярского совнархоза                                       | 09.06.1961      | металлургия    | Рязань           | [ ГС 4 ] |